# Costa Granadina

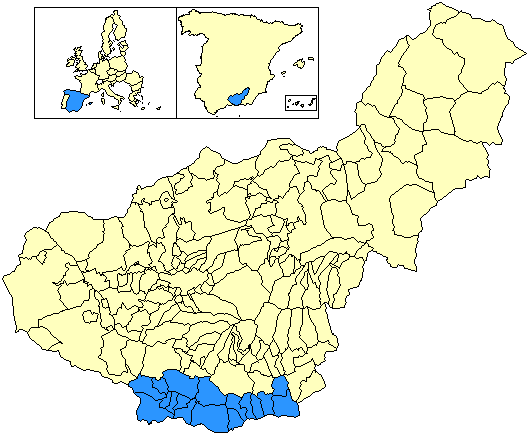
Situació de Costa Granadina

La Costa Granadina o Costa Tropical és una comarca espanyola de la província de Granada. Limita a l'est amb la comarca del Poniente Almeriense (província d'Almeria) i a l'oest amb la comarca de l'Axarquía (província de Màlaga), al llarg de la costa mediterrània.

## Comunicacions per carretera
Des de la ciutat de Granada és possible arribar a la Costa Granadina mitjançant l'autovia A-44 (Bailén-Motril). Paral·lela a la costa discorre l'antiga carretera N-340 (Cadis-Barcelona), i més o menys paral·lela a ella, més cap a l'interior, discorrerà la futura autovia A-7, que serà completada en els pròxims anys.

## Pobles i ciutats
La Costa Granadina la conformen les següents localitats: 
- Albondón
- Albuñol
  - La Rábita
- Almuñécar
  - La Herradura
  - Velilla-Taramay
- Gualchos
  - Castell de Ferro
- Ítrabo
- Jete
- Lentegí
- Los Guájares
- Lújar
- Molvízar
- Motril
  - El Varadero
  - Carchuna
  - Calahonda
- Otívar
- Polopos
  - La Mamola
  - Castillo de Baños
  - La Guapa
  - Haza del Trigo
- Rubite
- Salobreña
- Sorvilán
- Torrenueva Costa
- Vélez de Benaudalla